# Runcaria heinzelinii
Runcaria heinzelinii es una especie extinta de planta. Sus restos fósiles han sido hallados en estratos del Devónico Medio de Bélgica. Es la única especie conocida del género Runcaria, llamada así en honor del geólogo belga Jean de Heinzelin de Braucourt. Es una predecesora de las plantas con semillas, a las que antecedió en aproximadamente 20 millones de años. Los fósiles de Runcaria heinzelinii encontrados son tallos ramificados cortos, en cuyas puntas hay un megasporangio radialmente simetría radial rodeado por una cúpula. El megasporangio tiene un tegumento multilobulado, y hay una extensión en el megasporangio que sugiere una adaptación a anemofilia. Aunque carece de cubiertas seminales y de un sistema para guiar el polen hacia el óvulo, esta planta fósil tiene estructuras precursoras de las plantas con semillas, y ha ayudado a conocer su evolución.